# Łaniewo (województwo zachodniopomorskie)
Łaniewo (do 1945 Lagenhals) – wieś w Polsce położona w województwie zachodniopomorskim, w powiecie goleniowskim, w gminie Goleniów, na skraju Doliny Dolnej Odry i Równiny Goleniowskiej (Puszczy Goleniowskiej).
W latach 1975–1998 miejscowość administracyjnie należała do województwa szczecińskiego.
Najstarsze ślady osadnictwa sięgają neolitu. Znaleziska świadczą o obecności na tych ziemiach grup osadniczych ludzi kultur ceramiki dołkowo-grzebykowej i ceramiki sznurowej. Od XIII do XIX w. obszar ten podlegał miastu Goleniów. Pierwsza wzmianka o wsi pochodzi z połowy XIX w. W 1871 wieś liczyła 168 osób.
Zabudowa wsi pochodzi z początków XX wieku. Najciekawsze zabytki to domy ryglowe z 4. ćwierci XIX w. Niedaleko znajdują się łąki Doliny Dolnej Odry oraz lasy sosnowe Puszczy Goleniowskiej. Wieś rolnicza, od niedawna rozwija się w kierunku wschodnim i południowym (nowe budownictwo mieszkalne).